# Curie
Curie (ký hiệu là Ci) là một đơn vị đo phóng xạ trong hệ phi-SI được xác định ban đầu vào năm 1910. Theo một thông báo trong tập san Nature vào thời đó, nó được đặt tên để vinh danh Pierre Curie , nhưng cũng được ít người cho rằng để tôn vinh Marie Curie .
Nó ban đầu được định nghĩa là "lượng hoặc khối lượng của sự phát xạ rađi trong trạng thái cân bằng với một gam radium (nguyên tố)" , nhưng hiện tại được định nghĩa là: 1 Ci = 3,7×1010 phân rã mỗi giây sau khi đo chính xác hơn hoạt động của 226Ra (có hoạt tính cụ thể là 3,66×1010 Bq/g )
Năm 1975, Hội nghị toàn thể về Cân đo đã đưa ra đơn vị becquerel (Bq), được định nghĩa là một phân rã hạt nhân mỗi giây, chính thức là đơn vị hoạt tính của hệ SI . Do đó:
 1 Ci = 3,7×1010 Bq = 37 GBq 
và
 1 Bq ≅ 2703×10−11 Ci ≅ 27 pCi
Mặc dù việc sử dụng tiếp tục không được khuyến khích ở Viện Tiêu chuẩn và Kỹ thuật quốc gia Hoa Kỳ (NIST)  và các cơ quan khác, curie vẫn được sử dụng rộng rãi trong cơ quan chính phủ, ngành công nghiệp và dược phẩm ở Hoa Kỳ và ở các nước khác.